# Anepsiozomus sobrinus
Anepsiozomus sobrinus е вид паякообразно от семейство Hubbardiidae. Видът е застрашен от изчезване.

## Разпространение
Разпространен е в Сейшели.